# تپه بانسره
تپه بانسره مربوط به دوره اشکانیان - سده‌های اولیه و میانه دوران‌های تاریخی پس از اسلام است و در شهرستان نهاوند، بخش مرکزی، دهستان شعبان، کنارضلع غربی روستای بانسره واقع شده و این اثر در تاریخ ۲۵ آبان ۱۳۸۷ با شمارهٔ ثبت ۲۳۶۷۸ به‌عنوان یکی از آثار ملی ایران به ثبت رسیده‌است.